# 세계 디자인 수도
세계 디자인 수도(World Design Capital, WDC)는 디자인을 통해 경제를 발전시키고, 문화를 풍요롭게 함으로써 시민 삶의 질을 개선하자는 취지로 페터 첵 회장이 창안한 제도이다. 디자인을 사회, 경제, 문화적 발전을 위해 적극 활용하고 확산시키기 위해, 국제디자인연맹(IDA)과 국제산업디자인단체협의회(ICSID)는 이를 세계디자인수도 제도로 만들었다.

## 연도별 세계 디자인 수도
- 2016년 -  중화민국 타이베이시[1]
- 2014년 -  남아프리카 공화국 케이프타운[2]
- 2012년 -  핀란드 헬싱키[3]
- 2010년 -  대한민국 서울[4]
- 2008년 -  이탈리아 토리노[5]

## 서울특별시의 세계 디자인 수도 공식 선정
이탈리아의 토리노가 첫 시범 도시로 지정되었으며, 서울이 처음으로 세계디자인수도로 공식 선정되었다. 서울은 2010년부터 1년 동안 디자인수도의 모델이 되며 2010년을 준비하는 행사로 서울디자인위크 2008, 세계디자인올림픽 2008, 서울국제디자인마켓 2008, 서울디자인리포트, 서울디자인자산 발굴 등을 진행한다. 이중 2008년 10월에 열린 서울 디자인 올림픽은 서울 잠실종합운동장에서 디자인 박물관, 디자인 도서관, 디자인 체험관 등 세계인이 참여하는 디자인축제로 기획되었다.

동대문 디자인플라자&파크

또한 옛 동대문운동장 부지에 세계적인 건축가 자하 하디드가 설계한 동대문 디자인플라자&파크를 조성해 서울의 랜드마크로 활용할 계획이다. 건물 용도는 전시컨벤션홀, 정보센터, 전시관, 체험관, 디자인샵, 지원시설 등을 갖춘 디자인 복합시설로 2010년 완공할 계획이다. 이로 인해 서울의 브랜드 가치와 고용창출효과도 상승할 것으로 전망된다.

## 세계 디자인 수도 서울 2010
세계 디자인 수도 서울 2010(WDC, World Design Capital Seoul 2010)은 서울특별시가 2007년 10월 21일 샌프란시스코에서 개최된 국제 산업 디자인 단체 협의회(ICSID) 총회에서 2010년 세계 디자인 수도로 선정되었다. 세계디자인수도는 디자인 성과가 뛰어나거나, 디자인을 통해 도시를 발전시키고자 하는 도시를 대상으로 선정하는 격년제 국제경쟁프로젝트다. 서울시는 디자인을 민선4기 신성장동력산업의 하나로 정하고 공공디자인의 전면혁신, 동대문디자인플라자 건립 등 디자인을 통한 도시발전의 확고한 의지를 보여줌으로써 마크 뉴슨(Marc Newson) 등 총5명의 심사위원들로부터 만장일치로 선정되었다. 서울시는 2010년 세계 디자인 수도 사업을 통해 세계 디자인 허브도시로 거듭나고자 8대 제안사업을 기반으로 다양한 디자인사업을 추진하고 있다.

### 진행 상황
WDC서울2010 사업은 2010년 한 해 동안 펼쳐지지만, 선정된 해로부터 지정된 해까지 약 3년의 준비 및 홍보기간이 주어지므로, 서울시는 다음과 같이 단계적 추진체계를 갖추어 세계디자인수도 사업을 진행하고 있다.
- 준비단계(2008): 서울시와 Icsid간 협정체결, WDC추진체계 구축, WDC프로그램  기획, WDC로고개발, 국내외 홍보 및 디자인국제교류사업
- 확산단계(2009): WDC서울2010 로드맵 구축, 민간․공공부문디자인협력체제 구축,  WDC예비행사추진 등 2010년 사업준비, 시민참여 디자인이벤트
- 본격화단계(2010): WDC서울전야제, 디자인선언, 디자인공로상시상 등 WDC서울  2010 개막식 개최 등 8대 제안사업 추진, 월별 다양한 디자인시민운동 개최
- WDC 8대제안사업: WDC서울2010개막행사, 동대문디자인플라자&파크건립, 월드디자인리포트, 서울디자인올림픽, 월드디자인마켓, WDC기념상징물국제공모, 서울디자인자산, 디자인시민운동 등